# Sachen Künga Nyingpo
Sachen Kunga Nyingpo (1092-1158) was de eerste van de Vijf Eerwaardige Meesters die de sakyatraditie in het Tibetaans boeddhisme tot bloei brachten. Hij was de derde sakya trizin van 1111 tot 1158.
Sachen Kunga Nyingpo was de zoon van de eerste sakya trizin, Khön Könchog Gyalpo, de stichter in 1073 van het klooster Sakya dat het eerste boeddhistische klooster was van Tibet.
Hij werd opgevolgd door zijn twee zonen: in eerste instantie Sönam Tsemo en daaropvolgend Dragpa Gyaltsen.